# Léon Dumont
Léon Dumont (5 février 1837, Valenciennes - 17 janvier 1877, Saint-Saulve, Nord) est un philosophe et psychologue français.

## Biographie
Léon A. Dumont fait ses études secondaires au collège de Valenciennes, où il rencontre l'écrivain d'origine allemande Alexander Büchner qui y est professeur. Büchner lui fait découvrir la culture allemande ; ils resteront très liés et publieront ensemble un ouvrage sur Jean Paul.
Dumont s'intéresse d'abord à l'esthétique, avant de se tourner vers la philosophie proprement dite. À partir de 1872, il publie régulièrement dans la Revue scientifique des études sur les grands ouvrages philosophiques publiés en Angleterre et en Allemagne. Il fait connaître en France des auteurs comme Eduard von Hartmann (Philosophie de l'inconscient) et George Henry Lewes.
Son ouvrage le plus connu porte sur le rire, Des causes du rire.

## Influence
Sa Théorie scientifique de la sensibilité a peut-être exercé une influence sur le développement du concept de volonté de puissance par Nietzsche.

## Œuvres principales
- Des causes du rire (Paris, Durand, 1862).
- Jean Paul et sa poétique (Paris, Durand, 1862), écrit en collaboration avec Alexander Büchner, avec une traduction de la Poétique ou introduction à l'esthétique de Jean Paul.
- Le Sentiment du gracieux (Paris, Durand, 1863).
- La Morale de Montaigne (Paris, Durand, 1866).
- « Antoine Watteau[4] », Revue des cours littéraires (1866).
- De l'éducation des femmes (Paris, Thorin, 1868).
- Haeckel et la théorie de l'évolution en Allemagne[5] (Paris, Éd. Germer Baillière, coll. «Bibliothèque de philosophie contemporaine», 1873).
- Théorie scientifique de la sensibilité (1875).
- « De l'habitude », Revue philosophique de la France et de l'étranger (1876).
- La théorie de la sensibilité (1876).